# Eunice collini
Eunice collini är en ringmaskart som beskrevs av Augener 1906. Eunice collini ingår i släktet Eunice och familjen Eunicidae. Inga underarter finns listade i Catalogue of Life.